# Galloisiana yuasai
Galloisiana yuasai är en insektsart som beskrevs av Syoziro Asahina 1959. Galloisiana yuasai ingår i släktet Galloisiana och familjen Grylloblattidae. Inga underarter finns listade i Catalogue of Life.